# Cengiz Ünder
Cengiz Ünder (prononciation en turc : dʒeɲˈɟiz ynˈdæɾ), né le 14 juillet 1997 à Sındırgı (Turquie) est un footballeur international turc, qui évolue au poste d'ailier droit au Fenerbahçe SK. 

## Biographie

### Carrière en club

#### Débuts en Turquie
Formé à Bucaspor puis au Altınordu FK avec qui il fait ses débuts professionnels lors de la saison 2014-2015, en prenant part tout d'abord à des matchs de Coupe de Turquie puis en championnat de seconde division. Au total, il joue vingt-six matchs toutes compétitions confondues et marque à cinq reprises en championnat, le premier de sa carrière lors d'une victoire contre Denizlispor. Il continue à s'imposer la saison suivante, titulaire indiscutable, il marque six buts.
Après deux saisons, il rejoint İstanbul Başakşehir pour découvrir la première division turque lors de la saison 2016-2017. Il prend part à quarante-trois rencontres toutes compétitions confondues et marque neuf buts dont un doublé contre le Beşiktaş. Il joue également, lors de cette même saison, ses premiers matchs européens en Ligue Europa mais son club est éliminé en barrage après deux défaites contre le Chakhtar Donetsk.

#### AS Rome (2017-2020)

Ünder avec l'AS Roma en 2018.

Il s'engage en faveur de l'AS Roma le 16 juillet 2017, le club italien déboursant 13,4 millions d'euros pour s'attacher ses services, auxquels sont assortis 1,5 million d'euros de bonus éventuels. Timide lors de la première partie de saison, il s'affirme lors de la seconde, trouvant le chemin des filets à sept reprises et délivrant une passe décisive en championnat. Le 4 février 2018, il marque son premier but en Serie A face au Hellas Vérone (victoire 1-0). Il récidive la journée suivante, le 11 février 2018, auteur d'un doublé et d'une passe décisive contre le Benevento Calcio (victoire 5-2), puis lors de la 24e journée, buteur sur la pelouse de l'Udinese Calcio, (victoire 2-0). Le 21 février, il profite de ses bonnes prestations en Serie A pour marquer son premier but en Ligue des champions en huitième de finale contre le Chakhtar Donetsk (défaite 2-1) au Stade Metalist, pour sa première apparition dans la compétition. Le club se qualifie au match retour avant d'éliminer le FC Barcelone en quart de finale et de s'incliner en demi-finale contre le FC Liverpool. Toutes compétitions confondues, le Turc a alors enchaîné cinq buts en quatre matchs.
Sur la première partie de saison 2018-2019, il inscrit trois buts et délivre cinq passes décisives en championnat avant d'être gêné par des problèmes musculaires. Il ne dispute que neuf rencontres sur la phase retour en Serie A, pour deux passes décisives données.
Il débute l'exercice 2019-2020 par un but face au Genoa (première journée, 3-3) mais se blesse à la cuisse dès la première trêve internationale en septembre avec sa sélection. En juillet 2020, il est annoncé du côté de SSC Naples afin de pallier le départ de José Callejón. Un transfert contre 30 millions d'euros puis un échange avec Arkadiusz Milik sont évoqués, mais il n'y aura pas de suite.

#### Leicester City (2020-2021)
Finalement, il rejoint Leicester City le 20 septembre 2020 sous forme de prêt payant, de 3 millions d'euros, assorti d'une option d'achat de 23 millions d'euros. Il ne parvient pas à s'imposer aux yeux de Brendan Rodgers, ne disputant que neuf rencontres de Premier League, pour une seule titularisation et deux passes décisives. Il joue dix-neuf rencontres toutes compétitions confondues marquant deux fois contre l'AEK Athènes en Ligue Europa et Brentford en Coupe.

#### Olympique de Marseille (2021-2023)
Le 4 juillet 2021, il est prêté pour une saison avec option d'achat à l'Olympique de Marseille. Pour son premier match sous le maillot olympien à Montpellier, alors que l'OM est mené 2 à 0, il inscrit son premier but sous ses nouvelles couleurs. Ce but sonnera la remontée olympienne pour s'imposer (3-2), avec un doublé de Dimitri Payet. 
Il marque à nouveau contre les Girondins de Bordeaux puis contre l'AS Saint-Étienne et devient ainsi le troisième joueur de l’Olympique de Marseille, sur les dix dernières années, à marquer trois buts en trois matchs, en ne tenant pas compte du match  joué, entre-temps à Nice, interrompu avant la fin de la rencontre, après le jet d'une bouteille sur Dimitri Payet suivi d'une bagarre générale.
Le 7 janvier 2022, il marque le seul but de la rencontre, contre les Girondins de Bordeaux, et permet à  l'Olympique de Marseille de mettre fin à une série de 44 ans sans victoire en terre bordelaise.
Le 16 janvier 2022, au stade Vélodrome, il permet à l'OM d'arracher le match nul (1-1), en marquant à la 75e minute le but égalisateur, face à Lille, d'un enroulé du pied droit.

#### Fenerbahçe SK (depuis 2023)
Le 13 août 2023, il est transféré au Fenerbahçe SK pour un montant de 15 millions d'euros.

### Carrière internationale
Avec les moins de 19 ans, il inscrit un doublé contre la Suisse, lors des éliminatoires du championnat d'Europe des moins de 19 ans 2016.
Il est sélectionné pour la première fois en équipe de Turquie le 12 novembre 2016, contre le Kosovo. Cette rencontre gagnée (2-0) à Antalya, a lieu  dans le cadre des éliminatoires du mondial 2018. Il marque son premier but le 27 mars 2017, en amical contre la Moldavie, match qui se solde par une victoire (3-2). En 2021, il fait partie du groupe qui participe à l'Euro 2020, il joue les trois matchs de poule mais la Turquie s'incline à chaque fois et est éliminée.

## Statistiques
| Saison                | Club                          | Championnat           | Championnat | Championnat | Championnat | Coupe(s) nationale(s) | Coupe(s) nationale(s) | Coupe(s) nationale(s) | Supercoupe | Supercoupe | Supercoupe | Compétition(s) continentale(s) | Compétition(s) continentale(s) | Compétition(s) continentale(s) | Compétition(s) continentale(s) | Qualifs UEFA | Qualifs UEFA | Qualifs UEFA | Total | Total | Total |
| Saison                | Club                          | Division              | M.          | B.          | P.d.        | M.                    | B.                    | P.d.                  | M.         | B.         | P.d.       | Comp.                          | M.                             | B.                             | P.d.                           | M.           | B.           | P.d.         | M.    | B.    | P.d.  |
| 2014-2015             | Altınordu FK                  | 1. LIG                | 20          | 5           | 5           | 6                     | 0                     | 0                     | -          | -          | -          | -                              | -                              | -                              | -                              | -            | -            | -            | 26    | 5     | 5     |
| 2015-2016             | Altınordu FK                  | 1. LIG                | 31          | 6           | 4           | 1                     | 0                     | 0                     | -          | -          | -          | -                              | -                              | -                              | -                              | -            | -            | -            | 32    | 6     | 4     |
| Sous-total            | Sous-total                    | Sous-total            | 51          | 11          | 9           | 7                     | 0                     | 0                     | -          | -          | -          | -                              | -                              | -                              | -                              | -            | -            | -            | 58    | 11    | 9     |
| 2016-2017             | Istanbul Basaksehir           | Süper Lig             | 32          | 7           | 5           | 7                     | 2                     | 1                     | -          | -          | -          | -                              | -                              | -                              | -                              | 4            | 0            | 1            | 43    | 9     | 7     |
| 2017-2018             | AS Roma                       | Serie A               | 26          | 7           | 1           | 1                     | 0                     | 0                     | -          | -          | -          | C1                             | 5                              | 1                              | 1                              | -            | -            | -            | 32    | 8     | 2     |
| 2018-2019             | AS Roma                       | Serie A               | 26          | 3           | 7           | 1                     | 0                     | 1                     | -          | -          | -          | C1                             | 6                              | 3                              | 2                              | -            | -            | -            | 33    | 6     | 10    |
| 2019-2020             | AS Roma                       | Serie A               | 18          | 3           | 0           | 2                     | 0                     | 0                     | -          | -          | -          | C3                             | 3                              | 0                              | 0                              | -            | -            | -            | 23    | 3     | 0     |
| Sous-total            | Sous-total                    | Sous-total            | 70          | 13          | 8           | 4                     | 0                     | 1                     | -          | -          | -          | -                              | 14                             | 4                              | 3                              | -            | -            | -            | 88    | 17    | 12    |
| 2020-2021             | Leicester City (prêt)         | Premier League        | 9           | 0           | 2           | 2                     | 1                     | 0                     | -          | -          | -          | C3                             | 8                              | 1                              | 1                              | -            | -            | -            | 19    | 2     | 3     |
| 2021-2022             | Olympique de Marseille (prêt) | Ligue 1               | 32          | 10          | 2           | 3                     | 1                     | 0                     | -          | -          | -          | C3+C4                          | 5+7                            | 1+1                            | 1+2                            | -            | -            | -            | 47    | 13    | 5     |
| 2022-2023             | Olympique de Marseille        | Ligue 1               | 37          | 5           | 4           | 3                     | 0                     | 0                     | -          | -          | -          | C1                             | 6                              | 0                              | 0                              | -            | -            | -            | 46    | 5     | 4     |
| Sous-total            | Sous-total                    | Sous-total            | 69          | 15          | 6           | 6                     | 1                     | 0                     | -          | -          | -          | -                              | 18                             | 2                              | 3                              | -            | -            | -            | 93    | 18    | 9     |
| 2023-2024             | Fenerbahçe SK                 | Süper Lig             | 24          | 9           | 2           | 2                     | 0                     | 0                     | -          | -          | -          | C4                             | 7                              | 0                              | 0                              | -            | -            | -            | 33    | 9     | 2     |
| 2024-2025             | Fenerbahçe SK                 | Süper Lig             | 3           | 0           | 0           | 2                     | 0                     | 0                     | -          | -          | -          | C3                             | 4                              | 0                              | 0                              | -            | -            | -            | 9     | 0     | 0     |
| Sous-total            | Sous-total                    | Sous-total            | 27          | 9           | 2           | 4                     | 0                     | 0                     | -          | -          | -          | -                              | 11                             | 0                              | 0                              | -            | -            | -            | 42    | 9     | 2     |
| 2025                  | Los Angeles FC                | MLS                   | 12          | 2           | 2           | -                     | -                     | -                     | -          | -          | -          | CC+CM                          | 3+1                            | 0                              | 1                              | -            | -            | -            | 16    | 2     | 3     |
| Total sur la carrière | Total sur la carrière         | Total sur la carrière | 270         | 57          | 34          | 30                    | 4                     | 2                     | -          | -          | -          | -                              | 55                             | 7                              | 8                              | 4            | 0            | 1            | 359   | 68    | 45    |

## En sélection nationale
| Saison                | Sélection             | Phases finales        | Phases finales | Phases finales | Phases finales | Éliminatoires CDM | Éliminatoires CDM | Éliminatoires CDM | Éliminatoires EURO | Éliminatoires EURO | Éliminatoires EURO | Ligue Nations UEFA | Ligue Nations UEFA | Ligue Nations UEFA | Matchs amicaux | Matchs amicaux | Matchs amicaux | Total | Total | Total |
| Saison                | Sélection             | Compétition           | M              | B              | Pd             | M                 | B                 | Pd                | M                  | B                  | Pd                 | M                  | B                  | Pd                 | M              | B              | Pd             | M     | B     | Pd    |
| --------------------- | --------------------- | --------------------- | -------------- | -------------- | -------------- | ----------------- | ----------------- | ----------------- | ------------------ | ------------------ | ------------------ | ------------------ | ------------------ | ------------------ | -------------- | -------------- | -------------- | ----- | ----- | ----- |
| 2016-2017             | Turquie               | -                     | -              | -              | -              | 2                 | 1                 | 0                 | -                  | -                  | -                  | -                  | -                  | -                  | 2              | 1              | 0              | 4     | 2     | 0     |
| 2017-2018             | Turquie               | -                     | -              | -              | -              | 1                 | 0                 | 0                 | -                  | -                  | -                  | -                  | -                  | -                  | 6              | 2              | 0              | 7     | 2     | 0     |
| 2018-2019             | Turquie               | -                     | -              | -              | -              | -                 | -                 | -                 | 1                  | 1                  | 0                  | 4                  | 0                  | 0                  | 3              | 1              | 1              | 8     | 2     | 1     |
| 2019-2020             | Turquie               | -                     | -              | -              | -              | -                 | -                 | -                 | 1                  | 0                  | 0                  | -                  | -                  | -                  | -              | -              | -              | 1     | 0     | 0     |
| 2020-2021             | Turquie               | Euro 2020             | 3              | 0              | 0              | -                 | -                 | -                 | -                  | -                  | -                  | 4                  | 1                  | 0                  | 5              | 2              | 0              | 12    | 3     | 0     |
| 2021-2022             | Turquie               | -                     | -              | -              | -              | 5                 | 2                 | 3                 | -                  | -                  | -                  | 4                  | 1                  | 2                  | 1              | 1              | 0              | 10    | 4     | 5     |
| 2022-2023             | Turquie               | -                     | -              | -              | -              | -                 | -                 | -                 | 4                  | 1                  | 0                  | 1                  | 1                  | 0                  | 2              | 1              | 2              | 7     | 3     | 2     |
| 2023-2024             | Turquie               | -                     | -              | -              | -              | -                 | -                 | -                 | 1                  | 0                  | 0                  | -                  | -                  | -                  | 1              | 0              | 0              | 2     | 0     | 0     |
| Total sur la carrière | Total sur la carrière | Total sur la carrière | 3              | 0              | 0              | 8                 | 3                 | 3                 | 7                  | 2                  | 0                  | 13                 | 3                  | 2                  | 20             | 8              | 3              | 51    | 16    | 8     |

### Liste des matchs internationaux
| Matchs internationaux de Cengiz Ünder | Matchs internationaux de Cengiz Ünder | Matchs internationaux de Cengiz Ünder                     | Matchs internationaux de Cengiz Ünder | Matchs internationaux de Cengiz Ünder | Matchs internationaux de Cengiz Ünder              | Matchs internationaux de Cengiz Ünder                              |
|                                       | Date                                  | Lieu                                                      | Adversaire                            | Résultat                              | Compétition                                        | Notes                                                              |
| ------------------------------------- | ------------------------------------- | --------------------------------------------------------- | ------------------------------------- | ------------------------------------- | -------------------------------------------------- | ------------------------------------------------------------------ |
| 1.                                    | 12 novembre 2016                      | Antalya Stadyumu, Antalya, Turquie                        | Kosovo                                | 2 - 0                                 | Qualification mondial 2018                         | Entre en jeu à la place de Volkan Şen à la 77e minute de jeu.      |
| 2.                                    | 27 mars 2017                          | Stade Atatürk d'Eskişehirspor, Eskişehirspor, Turquie     | Moldavie                              | 3 - 1                                 | Match amical                                       | Titulaire et remplacé par Cenk Tosun à la 83e minute de jeu.       |
| 3.                                    | 5 juin 2017                           | Toše Proeski Arena, Skopje, Macédoine du Nord             | Macédoine du Nord                     | 0 - 0                                 | Match amical                                       | Entre en jeu à la place de Enes Ünal à la 46e minute de jeu.       |
| 4.                                    | 11 juin 2017                          | Stade Loro-Boriçi, Scutari, Albanie                       | Kosovo                                | 1 - 4                                 | Qualification mondial 2018                         | Titulaire.                                                         |
| 5.                                    | 2 septembre 2017                      | Stade Metalist, Kharkiv, Ukraine                          | Ukraine                               | 2 - 0                                 | Qualification mondial 2018                         | Titulaire.                                                         |
| 6.                                    | 9 novembre 2017                       | Stade Docteur-Constantin-Rădulescu, Cluj-Napoca, Roumanie | Roumanie                              | 2 - 0                                 | Match amical                                       | Entre en jeu à la place de Selçuk İnan à la 46e minute de jeu.     |
| 7.                                    | 13 novembre 2017                      | Antalya Stadyumu, Antalya, Turquie                        | Albanie                               | 2 - 3                                 | Match amical                                       | Titulaire et remplacé par Enes Ünal à la 71e minute de jeu.        |
| 8.                                    | 27 mars 2018                          | Podgorica City Stadium, Podgorica, Monténégro             | Monténégro                            | 2 - 2                                 | Match amical                                       | Titulaire et remplacé par Yunus Mallı à la 78e minute de jeu.      |
| 9.                                    | 28 mai 2018                           | Stade Fatih-Terim, Istanbul, Turquie                      | Iran                                  | 2 - 1                                 | Match amical                                       | Titulaire et remplacé par Serdar Gürler à la 46e minute de jeu.    |
| 10.                                   | 1er juin 2018                         | Stade de Genève, Genève, Suisse                           | Tunisie                               | 2 - 2                                 | Match amical                                       | Titulaire et remplacé par Berkay Özcan à la 77e minute de jeu.     |
| 11.                                   | 5 juin 2018                           | VEB Arena, Moscou, Russie                                 | Russie                                | 1 - 1                                 | Match amical                                       | Titulaire et remplacé par Serdar Gürler à la 76e minute de jeu.    |
| 12.                                   | 7 septembre 2018                      | Medical Park Stadyumu, Trabzon, Turquie                   | Russie                                | 1 - 2                                 | Ligue des nations 2018-2019                        | Titulaire.                                                         |
| 13.                                   | 10 septembre 2018                     | Friends Arena, Solna, Suède                               | Suède                                 | 2 - 3                                 | Ligue des nations 2018-2019                        | Titulaire et remplacé par Serdar Gürler à la 77e minute de jeu.    |
| 14.                                   | 11 octobre 2018                       | Stade Çaykur Didi, Rize, Turquie                          | Bosnie-Herzégovine                    | 0 - 0                                 | Match amical                                       | Titulaire et remplacé par Serdar Gürler à la 80e minute de jeu.    |
| 15.                                   | 14 octobre 2018                       | Stade olympique Ficht, Sotchi, Russie                     | Russie                                | 2 - 0                                 | Ligue des nations 2018-2019                        | Titulaire.                                                         |
| 16.                                   | 17 novembre 2018                      | Konya Stadyumu, Konya, Turquie                            | Suède                                 | 0 - 1                                 | Ligue des nations 2018-2019                        | Titulaire.                                                         |
| 17.                                   | 20 novembre 2018                      | Antalya Stadyumu, Antalya, Turquie                        | Ukraine                               | 0 - 0                                 | Match amical                                       | Titulaire.                                                         |
| 18.                                   | 30 mai 2019                           | Antalya Stadyumu, Antalya, Turquie                        | Grèce                                 | 2 - 1                                 | Match amical                                       | Titulaire et remplacé par Emre Belözoğlu à la 80e minute de jeu.   |
| 19.                                   | 8 juin 2019                           | Konya Stadyumu, Konya, Turquie                            | France                                | 2 - 0                                 | Qualification Euro 2020                            | Titulaire et remplacé par Yusuf Yazıcı à la 85e minute de jeu.     |
| 20.                                   | 14 novembre 2019                      | Stade Ali-Sami-Yen, Istanbul, Turquie                     | Islande                               | 0 - 0                                 | Qualification Euro 2020                            | Titulaire et remplacé par Yusuf Yazıcı à la 81e minute de jeu.     |
| 21.                                   | 6 septembre 2020                      | Stade de l'Étoile rouge, Belgrade, Serbie                 | Serbie                                | 0 - 0                                 | Ligue des nations 2020-2021                        | Entre en jeu à la place de Orkun Kökçü à la 60e minute de jeu.     |
| 22.                                   | 7 octobre 2020                        | RheinEnergieStadion, Cologne, Allemagne                   | Allemagne                             | 3 - 3                                 | Match amical                                       | Entre en jeu à la place de Emre Kılınç à la 46e minute de jeu.     |
| 23.                                   | 11 octobre 2020                       | VTB Arena, Moscou, Russie                                 | Russie                                | 1 - 1                                 | Ligue des nations 2020-2021                        | Entre en jeu à la place de Efecan Karaca à la 46e minute de jeu.   |
| 24.                                   | 14 octobre 2020                       | Stade Ali-Sami-Yen, Istanbul, Turquie                     | Serbie                                | 2 - 2                                 | Ligue des nations 2020-2021                        | Titulaire et remplacé par Abdülkadir Ömür à la 86e minute de jeu.  |
| 25.                                   | 11 novembre 2020                      | Vodafone Park, Istanbul, Turquie                          | Croatie                               | 3 - 3                                 | Match amical                                       | Titulaire et remplacé par Efecan Karaca à la 77e minute de jeu.    |
| 26.                                   | 15 novembre 2020                      | Stade Şükrü Saracoğlu, Istanbul, Turquie                  | Russie                                | 3 - 2                                 | Ligue des nations 2020-2021                        | Titulaire et remplacé par Deniz Türüç à la 64e minute de jeu.      |
| 27.                                   | 27 mai 2021                           | Alanya Oba Stadyumu, Alanya, Turquie                      | Azerbaïdjan                           | 2 - 1                                 | Match amical                                       | Titulaire et remplacé par Kerem Aktürkoğlu à la 46e minute de jeu. |
| 28.                                   | 31 mai 2021                           | Antalya Stadyumu, Antalya, Turquie                        | Guinée                                | 0 - 0                                 | Match amical                                       | Titulaire.                                                         |
| 29.                                   | 3 juin 2021                           | Stade Şükrü Saracoğlu, Istanbul, Turquie                  | Moldavie                              | 2 - 0                                 | Match amical                                       | Entre en jeu à la place de Ozan Tufan à la 46e minute de jeu.      |
| 30.                                   | 11 juin 2021                          | Stade olympique, Rome, Italie                             | Italie                                | 3 - 0                                 | Euro 2020                                          | Entre en jeu à la place de Yusuf Yazıcı à la 46e minute de jeu.    |
| 31.                                   | 16 juin 2021                          | Stade olympique, Bakou, Azerbaidjan                       | Pays de Galles                        | 0 - 2                                 | Euro 2020                                          | Titulaire et remplacé par İrfan Kahveci à la 83e minute de jeu.    |
| 32.                                   | 20 juin 2021                          | Stade olympique, Bakou, Azerbaidjan                       | Suisse                                | 3 - 1                                 | Euro 2020                                          | Titulaire et remplacé par Kenan Karaman à la 80e minute de jeu.    |
| 33.                                   | 1er septembre 2021                    | Stade Şükrü Saracoğlu, Istanbul, Turquie                  | Monténégro                            | 2 - 2                                 | Qualification mondial 2022                         | Titulaire et remplacé par Enes Ünal à la 82e minute de jeu.        |
| 34.                                   | 7 septembre 2021                      | Johan Cruyff Arena, Amsterdam, Pays-Bas                   | Pays-Bas                              | 6 - 1                                 | Qualification mondial 2022                         | Titulaire.                                                         |
| 35.                                   | 9 octobre 2021                        | Stade Şükrü Saracoğlu, Istanbul, Turquie                  | Norvège                               | 1 - 1                                 | Qualification mondial 2022                         | Titulaire et remplacé par Yusuf Yazıcı à la 70e minute de jeu.     |
| 36.                                   | 11 octobre 2021                       | Stade Daugava, Riga, Lettonie                             | Lettonie                              | 1 - 2                                 | Qualification mondial 2022                         | Titulaire.                                                         |
| 37.                                   | 24 mars 2022                          | Stade du Dragon, Porto, Portugal                          | Portugal                              | 3 - 1                                 | Qualification mondial 2022 - Barrage (demi-finale) | Titulaire.                                                         |
| 38.                                   | 29 mars 2022                          | Konya Stadyumu, Konya, Turquie                            | Italie                                | 2 - 3                                 | Match amical                                       | Titulaire.                                                         |
| 39.                                   | 4 juin 2022                           | Stade Fatih-Terim, Istanbul, Turquie                      | Îles Féroé                            | 4 - 0                                 | Ligue des Nations 2022-2023                        | Titulaire et remplacé par Yunus Akgün à la 80e minute de jeu.      |
| 40.                                   | 7 juin 2022                           | Stade LFF, Vilnius, Lituanie                              | Lituanie                              | 0 - 6                                 | Ligue des Nations 2022-2023                        | Titulaire et remplacé par Yunus Akgün à la 46e minute de jeu.      |
| 41.                                   | 11 juin 2022                          | Stade de Luxembourg, Luxembourg, Luxembourg               | Luxembourg                            | 0 - 2                                 | Ligue des Nations 2022-2023                        | Titulaire.                                                         |
| 42.                                   | 14 juin 2022                          | Stade Gürsel Aksel, Izmir, Turquie                        | Lituanie                              | 2 - 0                                 | Ligue des Nations 2022-2023                        | Titulaire et remplacé par Tiago Cukur à la 84e minute de jeu.      |
| 43.                                   | 22 septembre 2022                     | Stade Fatih-Terim, Istanbul, Turquie                      | Luxembourg                            | 3 - 3                                 | Ligue des Nations 2022-2023                        | Titulaire et remplacé par Yunus Akgün à la 78e minute de jeu.      |
| 44.                                   | 16 novembre 2022                      | Diyarbakır Stadium, Diyarbakır, Turquie                   | Écosse                                | 2 - 1                                 | Match amical                                       | Titulaire et remplacé par İsmail Yüksek à la 81e minute de jeu.    |
| 45.                                   | 19 novembre 2022                      | Gaziantep Stadium, Gaziantep, Turquie                     | Tchéquie                              | 2 - 1                                 | Match amical                                       | Titulaire et remplacé par İsmail Yüksek à la 81e minute de jeu.    |
| 46.                                   | 25 mars 2023                          | Stade Républicain Vazgen-Sargsian, Erevan, Arménie        | Arménie                               | 1 - 2                                 | Qualification Euro 2024                            | Titulaire.                                                         |
| 47.                                   | 28 mars 2023                          | Timsah Arena, Bursa, Turquie                              | Croatie                               | 0 - 2                                 | Qualification Euro 2024                            | Titulaire et remplacé par Cenk Tosun à la 81e minute de jeu.       |
| 48.                                   | 16 juin 2023                          | Skonto Stadion, Riga, Lettonie                            | Lettonie                              | 2 - 3                                 | Qualification Euro 2024                            | Titulaire.                                                         |
| 49.                                   | 19 juin 2023                          | 19 Mayıs Stadyumu, Samsun, Turquie                        | Pays de Galles                        | 2 - 0                                 | Qualification Euro 2024                            | Titulaire.                                                         |

### Buts internationaux
| Buts internationaux de Cengiz Ünder | Buts internationaux de Cengiz Ünder | Buts internationaux de Cengiz Ünder                   | Buts internationaux de Cengiz Ünder | Buts internationaux de Cengiz Ünder | Buts internationaux de Cengiz Ünder | Buts internationaux de Cengiz Ünder | Buts internationaux de Cengiz Ünder | Buts internationaux de Cengiz Ünder |
| 0                                   | Date                                | Lieu                                                  | Compétition                         | Résultat                            | Adversaire                          | Détail                              | Détail                              | Sél.                                |
| ----------------------------------- | ----------------------------------- | ----------------------------------------------------- | ----------------------------------- | ----------------------------------- | ----------------------------------- | ----------------------------------- | ----------------------------------- | ----------------------------------- |
| 1.                                  | 27 mars 2017                        | Stade Atatürk d'Eskişehirspor, Eskişehirspor, Turquie | Match amical                        | 3 - 1                               | Moldavie                            | 3 - 0                               | 52e                                 | 2e                                  |
| 2.                                  | 11 juin 2017                        | Stade Loro-Boriçi, Scutari, Albanie                   | Qualification mondial 2018          | 1 - 4                               | Kosovo                              | 1 - 2                               | 31e                                 | 4e                                  |
| 3.                                  | 13 novembre 2017                    | Antalya Stadyumu, Antalya, Turquie                    | Match amical                        | 2 - 3                               | Albanie                             | 1 - 2                               | 47e                                 | 7e                                  |
| 4.                                  | 27 mars 2018                        | Podgorica City Stadium, Podgorica, Monténégro         | Match amical                        | 2 - 2                               | Monténégro                          | 0 - 1                               | 11e                                 | 8e                                  |
| 5.                                  | 30 mai 2019                         | Antalya Stadyumu, Antalya, Turquie                    | Match amical                        | 2 - 1                               | Grèce                               | 1 - 0                               | 11e                                 | 18e                                 |
| 6.                                  | 8 juin 2019                         | Konya Stadyumu, Konya, Turquie                        | Qualification Euro 2020             | 2 - 0                               | France                              | 2 - 0                               | 40e                                 | 19e                                 |
| 7.                                  | 11 novembre 2020                    | Vodafone Park, Istanbul, Turquie                      | Match amical                        | 3 - 3                               | Croatie                             | 3 - 3                               | 58e                                 | 25e                                 |
| 8.                                  | 15 novembre 2020                    | Stade Şükrü Saracoğlu, Istanbul, Turquie              | Ligue des nations                   | 3 - 2                               | Russie                              | 2 - 1                               | 32e                                 | 26e                                 |
| 9.                                  | 3 juin 2021                         | Stade Şükrü Saracoğlu, Istanbul, Turquie              | Match amical                        | 2 - 0                               | Moldavie                            | 2 - 0                               | 77e                                 | 29e                                 |
| 10.                                 | 11 juin 2021                        | Stade Şükrü Saracoğlu, Istanbul, Turquie              | Qualification mondial 2022          | 2 - 2                               | Monténégro                          | 1 - 0                               | 9e                                  | 33e                                 |
| 11.                                 | 7 septembre 2021                    | Johan Cruyff Arena, Amsterdam, Pays-Bas               | Qualification mondial 2022          | 6 - 1                               | Pays-Bas                            | 6 - 1                               | 90+2e                               | 34e                                 |
| 12.                                 | 29 mars 2022                        | Konya Stadyumu, Konya, Turquie                        | Match amical                        | 2 - 3                               | Italie                              | 1 - 0                               | 4e                                  | 38e                                 |
| 13.                                 | 4 juin 2022                         | Stade Fatih-Terim, Istanbul, Turquie                  | Ligue des Nations 2022-2023         | 4 - 0                               | Îles Féroé                          | 1 - 0                               | 37e                                 | 39e                                 |
| 14.                                 | 22 septembre 2022                   | Stade Fatih-Terim, Istanbul, Turquie                  | Ligue des Nations 2022-2023         | 3 - 3                               | Luxembourg                          | 1 - 1                               | 16e                                 | 43e                                 |
| 15.                                 | 16 novembre 2022                    | Diyarbakır Stadium, Diyarbakır, Turquie               | Match amical                        | 2 - 1                               | Écosse                              | 2 - 0                               | 49e                                 | 44e                                 |
| 16.                                 | 16 juin 2023                        | Skonto Stadion, Riga, Lettonie                        | Qualification Euro 2024             | 2 - 3                               | Lettonie                            | 1 - 2                               | 61e                                 | 48e                                 |

## Palmarès

### En club
| Istanbul Başakşehir                                                                   | Olympique de Marseille                         | Fenerbahçe SK                                           |
| ------------------------------------------------------------------------------------- | ---------------------------------------------- | ------------------------------------------------------- |
| - Championnat de Turquie - Vice-champion : 2017 - Coupe de Turquie - Finaliste : 2017 | - Championnat de France - Vice-champion : 2022 | - Championnat de Turquie - Vice-champion : 2024 et 2025 |

### Distinctions personnelles
- Footballeur turc de l’année en 2018[14]